# Ниязи, Фатех
Фатех Ниязи (1914—1991) — советский таджикский писатель, общественный и государственный деятель.

## Биография
Родился 18 апреля 1914 года[по какому календарю?] в Самарканде.
С 1929 года — на хозяйственной, общественной и политической работе: работник редакции газеты «Ленин юли», сотрудник газеты «Хакикати Узбекистан», ответственный секретарь газет «Газетаи муаллимон» и «Точикистони сурх», участник Великой Отечественной войны, ответственный редактор красноармейской газеты «За родину!», агитатор-пропагандист на Донском фронте, заместитель редактора фронтовой газеты «Красноармейская правда», заместитель редактора окружной армейской газеты «Фрунзевец», ответственный секретарь, редактор журнала «Шарки сурх» («Садои Шарк»), заместитель председателя/секретарь Правления Союза писателей Таджикистана, заместитель председатели Гостелерадио Таджикской ССР, секретарь Правления Союза писателей Таджикистана.
Член КПСС с 1941 года. Лауреат Государственной премии Таджикской ССР им. Рудаки. Лауреат серебряной медали имени А. Фадеева (1976).
Умер в Душанбе в 1991 году, похоронен на кладбище «Лучоб».
В числе его произведений, неоднократно переиздававшихся на русском языке, романы: «Верность» (Пер. с тадж. Ю. Смирнова. — Сталинабад : Таджикгосиздат, 1949. — 184 с.; Авториз. перевод с тадж. Л. Кандинова. — М.: Сов. писатель, 1981. — 559 с.: ил.), «Не говори, что лес пустой» (Авториз. пер. с тадж. Л. Кандинова. — М.: : Сов. писатель, 1976. — 487 с.: ил.), «Солдаты без оружия» (Пер. с тадж. В. Турбиной. — М. : Сов. писатель, 1986. — 350,[2] с.: портр.).

## Экранизации
- 1970 — Третья дочь — по рассказу «Девушка по соседству»